# Justino Lopes
Justino Lopes (Santa Catarina, Ilha de Santiago, 18 de março de 1925 — Pitche, Guiné Portuguesa, 10 de fevereiro de 1970) foi um guerrilheiro cabo-verdiano, distinguindo-se no combate pela liberdade e independência de Cabo Verde, sendo considerado um herói nacional.

## Biografia
Justino nasceu a 18 de março de 1925 em Santa Catarina, filho de Domingos Moreira e de Margarida Lopes. Aos vinte e dois anos, devido à seca e à fome que então assolavam Cabo Verde, Justino partiu para Angola. Vítima de abusos e maus tratos praticados pelos colonialistas, refugiou-se na Republica Democrática do Congo, onde permaneceu durante vinte e dois anos.
Em março de 1968 partiu para União Soviética onde fez preparação militar em artilharia. De regresso à Guiné-Conakry, participou em várias ações militares, destacando-se a acção levada a cabo em janeiro de 1969, que culminou com a destruição do aquartelamento de Madina do Boé, na então Guiné Portuguesa, considerado um dos maiores feitos militares da luta da libertação nacional.
A 10 de fevereiro de 1970, na sequência de um ataque perpetuado pelo Exército Português ao quartel de Pitche, foi atingido mortalmente, sendo sepultado na mesma madrugada no mato dessa localidade.
Em 1991 os seus restos mortais foram transladados para Cabo Verde, sendo depositados numa campa no cemitério de Santa Catarina, na Assomada.

## Legado
Em 1990, em reconhecimento da sua dedicação na Luta da Libertação Nacional, foi condecorado a título póstumo com o 2.º grau da Ordem “Amilcar Cabral”, pelo decreto presidencial nº 20/90, publicado no B.O n.º 51.
Justino Lopes é patrono do Comando da 3.ª Região Militar, das Forças Armadas de Cabo Verde, situado em Achada Limpa, celebrando anualmente a memória do seu patrono, o Dia da Unidade Justino Lopes, por ocasião do aniversário do seu nascimento, 18 de março. A 18 de março de 2018 foi inaugurado um busto de Justino Lopes localizado naquele centro do comando.
A Rua Justino Lopes, em Bissau, foi nomeada em sua homenagem.